# 小行星7820
小行星7820（英語：7820）是一颗围绕太阳公转的小行星。1990年10月14日，安東寧·姆爾科斯在克列特发现了此天体。
这颗小行星的绝对星等为322.48763等。